# Wiesen-Sackträger

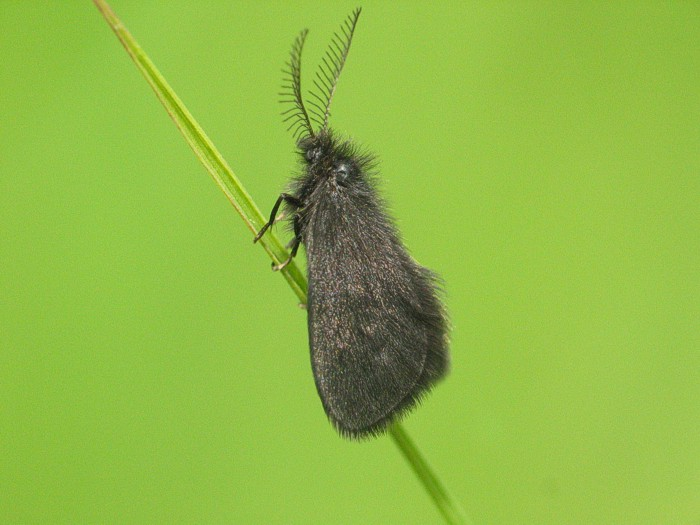
In Sitzhaltung

Der Wiesen-Sackträger (Epichnopterix plumella) ist ein Schmetterling (Nachtfalter) aus der Familie der Sackträger (Psychidae). Die Art wird auch als Kleiner Wollsackträger oder Weichgras-Sackträger bezeichnet.

## Merkmale

### Bau der Imago
Das erwachsene Tier, die Imago, weist einen deutlichen Geschlechtsdimorphismus auf. Das Männchen hat eine Flügelspannweite von etwa zehn bis zwölf Millimeter, sein Körper ist schwarz und zottig-wollig. Sowohl die Vorderflügel als auch die Hinterflügel sind am Flügelende abgerundet. Die Fühler sind doppelseitig gekämmt.
Das Weibchen ist rot-gelb, sein Hinterleib hat einen gelben Fleck. Die Flügel sind stummelförmig.

### Bau der Raupe
Die Grundfarbe der Raupe ist rot, der Caput (Kopf) ist schwarz. Auf dem roten Körper finden sich schwarze Rückenschildchen, die durch gelbe Streifen segmentiert werden.
Wie viele Sackträger spinnt sich die Raupe in einen Seiden-Sack ein, an den sie Fremdmaterialien befestigt. Dieser Sack hat einen runden bis ovalen Querschnitt, die Fremdmaterialien sind lange, flache Grashalme aus diversen Gräsern, sie überragen den Seidensack und sind parallel zur Längsachse des Seiden-Sacks angeordnet. Das gesamte Gebilde ist kürzer als 20 Millimeter und wird an den Nahrungspflanzen festgesponnen. Die nach oben weisende Vorderseite ist offen, sodass die Raupe ihre vorderen Segmente und vorderen Beinchen herausstrecken kann.

### Synonyme
- Epichnopterix pulla Esper, 1785[3]

## Vorkommen
Der Wiesen-Sackträger ist in großen Teilen Zentral- und Westeuropas einschließlich der Britischen Inseln verbreitet. Sein Verbreitungsareal reicht im Norden bis Schleswig-Holstein. Im Alpenraum, den Mittelmeerländern, Osteuropa und auf der Balkanhalbinsel besteht Verwechslungsgefahr mit verwandten Arten. In Paraguay wurde die Art aus Europa eingeschleppt.

## Lebensweise
Die Raupe zieht mit ihrem Säckchen bis Ende März zu immer neuen Nahrungspflanzen wie beispielsweise Rot-Schwingel (Festuca rubra agg.), Blaues Pfeifengras (Molina caerulea), Wicken (Vicia spec.) und Spitz-Wegerich (Plantago lanceolata). Die weiblichen Säcke werden meist an sonnigen Stellen an Steinen, Sträuchern oder Stämmen in einer Höhe von 20 bis 50 Zentimeter festgesponnen. Die männlichen Säcke werden in Bodennähe in der Vegetation befestigt. Nach der Verpuppung beginnt die männliche Imago ab April bis Juli zu fliegen und ist vorwiegend auf Wiesen und Schuttplätzen anzutreffen. Bevorzugtes Flugwetter sind sonnige Tage. Das Weibchen fliegt nur sehr selten wegen seiner zu Stummeln zurückgebildeten Flügel. In geeigneten Habitaten kann dieser Kleinschmetterling sehr zahlreich auftreten.